# Plagiognathus flavus
Plagiognathus flavus är en insektsart som beskrevs av Knight 1964. Plagiognathus flavus ingår i släktet Plagiognathus och familjen ängsskinnbaggar. Inga underarter finns listade i Catalogue of Life.